# Prix Vladimir-Nazor
Le prix Vladimir-Nazor (en croate Nagrada Vladimir Nazor) est décerné chaque année depuis 1959 par le ministère de la Culture croate afin de récompenser des artistes. Le prix porte le nom de l’écrivain Vladimir Nazor. Depuis 2008, il est octroyé dans les catégories suivantes :
- Architecture et urbanisme
- Cinéma
- Littérature
- Musique
- Théâtre
- Arts visuels et arts appliqués

Deux prix sont décernés chaque année : un prix d'excellence pour l'ensemble de carrière et un prix annuel pour une œuvre réalisée dans les douze mois précédant la remise dudit prix. Les gagnants sont annoncés le 19 juin de chaque année, en commémoration de la date du décès de Vladimir Nazor (19 juin 1949).

## Lauréats du prix d'excellence pour l'ensemble de carrière

### Architecture et urbanisme
- 1965 – Mladen Kauzlarić
- 1966 – Juraj Denzler
- 1967 – Stjepan Planić
- 1968 – Alfred Albini
- 1969 – Josip Seissel
- 1970 – Stjepan Gomboš et Lavoslav Horvat
- 1971 – Antun Ulrich
- 1972 – Drago Galić
- 1973 – Marijan Haberle
- 1974 – Vlado Antolić
- 1975 – Lovro Perković
- 1976 – Slavko Löwy
- 1977 – Zvonimir Vrkljan
- 1978 – Božidar Rašica
- 1979 – Franjo Bahovec
- 1980 – Stanko Fabris
- 1981 – Božidar Tušek
- 1982 – Andre Mohorovičić
- 1983 – Zdenko Kolacio
- 1984 – Ivan Vitić
- 1985 – Neven Šegvić
- 1986 – Dragan Boltar
- 1987 – Aleksandar Dragomanović
- 1988 – Miroslav Begović
- 1989 – Zdravko Bregovac
- 1990 – Zdenko Sila
- 1991 – Boris Magaš
- 1992 – Vjenceslav Richter
- 1993 – Grozdan Knežević
- 1994 – Ivo Radić
- 1995 – Zoja Dumenagić
- 1996 – Bruno Milić
- 1997 – Sena Sekulić-Gvozdanović
- 1998 – Ivo Geršić
- 1999 – Jerko Marasović et Tomislav Marasović
- 2000 – Silvana Seissel
- 2001 – Julije De Luca
- 2002 – Ante Marinović-Uzelac
- 2003 – Andrija Mutnjaković
- 2004 – Slavko Jelinek
- 2005 – Mirko Maretić
- 2006 – Ante Rožić
- 2007 – Ante Vulin
- 2008 – Nikola Filipović
- 2009 – Boris Krstulović
- 2010 – Dinko Kovačić
- 2011 – Radovan Miščević
- 2012 – Hildegard Auf-Franić
- 2013 – Radovan Delalle
- 2014 – Ivan Crnković
- 2015 – Josip Uhlik
- 2016 – Branko Kincl

### Cinéma
- 1967 – Oktavijan Miletić
- 1970 – Branko Marjanović
- 1973 – Fedor Hanžeković
- 1974 – Branko Blažina
- 1975 – Antun Nalis
- 1976 – Rudolf Sremec
- 1977 – Branko Majer
- 1978 – Obrad Gluščević
- 1979 – Branko Belan
- 1980 – Branko Bauer
- 1981 – Aleksandar Marks
- 1982 – Mate Relja
- 1983 – Krešo Golik
- 1984 – Fadil Hadžić
- 1985 – Nikola Tanhofer
- 1986 – Vatroslav Mimica
- 1987 – Ante Babaja
- 1988 – Tomislav Pinter
- 1989 – Frano Vodopivec
- 1990 – Antun Vrdoljak
- 1991 – Fabijan Šovagović
- 1992 – Zvonimir Berković
- 1993 – Radojka Tanhofer
- 1994 – Pavao Štalter
- 1995 – Željko Senečić
- 1996 – Mia Oremović
- 1997 – Tea Brunšmid
- 1998 – Boris Dvornik
- 1999 – Ante Peterlić
- 2000 – Duško Jeričević
- 2001 – Ernest Gregl
- 2002 – Borivoj Dovniković
- 2003 – Ilija Ivezić
- 2004 – Vladimir Tadej
- 2005 – Zoran Tadić
- 2006 – Krsto Papić
- 2007 – Arsen Dedić
- 2008 – Bogdan Žižić
- 2009 – Veljko Bulajić
- 2010 – Božidarka Frajt
- 2011 – Hrvoje Turković
- 2012 – Ivica Rajković
- 2013 – Nedeljko Dragić
- 2014 – Ivo Štivičić
- 2015 – Eduard Galić
- 2016 – Božidar Smiljanić

### Littérature
- 1962 – Miroslav Krleža
- 1967 – Vjekoslav Kaleb (en) et Dragutin Tadijanović
- 1968 – Dobriša Cesarić et Gustav Krklec
- 1969 – Vjekoslav Majer
- 1970 – Nikola Šop
- 1971 – Miroslav Feldman
- 1972 – Šime Vučetić
- 1973 – Novak Simić
- 1974 – Marijan Matković
- 1975 – Ranko Marinković
- 1976 – Vladimir Popović
- 1977 – Drago Ivanišević
- 1978 – Joža Horvat
- 1979 – Marin Franičević
- 1980 – Josip Barković
- 1982 – Vesna Parun
- 1983 – Jure Franičević-Pločar
- 1984 – Aleksandar Flaker et Jure Kaštelan
- 1985 – Mirko Božić
- 1986 – Vojin Jelić
- 1987 – Živko Jeličić
- 1988 – Ivan Slamnig
- 1989 – Slobodan Novak
- 1990 – Olinko Delorko
- 1991 – Petar Šegedin
- 1992 – Ivo Frangeš
- 1993 – Srećko Diana
- 1994 – Nikola Miličević
- 1995 – Rajmund Kupareo
- 1996 – Slavko Mihalić
- 1997 – Ivan Kušan
- 1998 – Miroslav Slavko Mađer
- 1999 – Vesna Krmpotić
- 2000 – Stanko Lasić
- 2001 – Ivo Brešan
- 2002 – Gajo Peleš
- 2003 – Viktor Žmegač
- 2004 – Josip Tabak
- 2005 – Irena Vrkljan
- 2006 – Miroslav Šicel
- 2007 – Nedjeljko Fabrio
- 2008 – Zvonimir Mrkonjić
- 2009 – Milivoj Solar
- 2010 – Ivan Aralica
- 2011 – Nikica Petrak
- 2012 – Luko Paljetak
- 2013 – Tonko Maroević
- 2014 – Zvonimir Majdak
- 2015 – Pavao Pavličić
- 2016 – Dubravko Jelčić

### Musique
- 1960 – Svetislav Stančić
- 1963 – Josip Križaj
- 1964 – Jakov Gotovac
- 1965 – Antonija Geiger-Eichhorn et Ančica Mitrović
- 1968 – Boris Papandopulo
- 1969 – Vilma Nožinić
- 1970 – Ivo Tijardović
- 1971 – Nada Tomčić
- 1972 – Marijana Radev
- 1973 – Stjepan Šulek
- 1974 – Ivan Brkanović
- 1975 – Bruno Bjelinski
- 1976 – Milo Cipra
- 1977 – Ivo Maček
- 1978 – Branimir Sakač
- 1979 – Slavko Zlatić
- 1980 – Dora Gušić
- 1981 – Rudolf Matz
- 1982 – Natko Devčić
- 1983 – Milko Kelemen
- 1984 – Jeronim Noni Žunec
- 1985 – Emil Cossetto
- 1986 – Milan Horvat
- 1987 – Rudolf Klepač
- 1988 – Miljenko Prohaska
- 1989 – Dragutin Bernardić
- 1990 – Tomislav Neralić
- 1991 – Adalbert Marković
- 1992 – Nada Puttar-Gold
- 1993 – Jurica Murai
- 1994 – Stjepan Radić
- 1995 – Anđelko Klobučar
- 1996 – Ruža Pospiš-Baldani
- 1997 – Mladen Bašić
- 1998 – Igor Gjadrov
- 1999 – Ljiljana Molnar-Talajić
- 2000 – Josip Klima
- 2001 – Stanko Horvat
- 2002 – Božena Ruk-Fočić
- 2003 – Tonko Ninić
- 2004 – Pavle Dešpalj
- 2005 – Vladimir Krpan
- 2006 – Branka Stilinović
- 2007 – Damir Novak
- 2008 – Zagreb Quartet
- 2009 – Nikša Bareza
- 2010 – Ruben Radica
- 2011 – Mirka Klarić
- 2012 – Ivo Malec
- 2013 – Pavica Gvozdić
- 2014 – Prerad Detiček
- 2015 – Alfi Kabiljo
- 2016 – Vladimir Kranjčević

### Théâtre
- 1964 – Mila Dimitrijević
- 1966 – Zvonimir Rogoz
- 1968 – Tomislav Tanhofer
- 1969 – Viktor Bek, Božena Kraljeva et Vika Podgorska
- 1970 – Slavko Batušić et Veljko Maričić
- 1971 – Mato Grković
- 1972 – Bela Krleža
- 1973 – Anđelko Štimac
- 1974 – Emil Kutijaro
- 1975 – Ervina Dragman
- 1976 – Ivo Hergešić
- 1977 – Vlado Habunek
- 1978 – Ana Roje et Oskar Harmoš
- 1979 – Mira Župan
- 1980 – Mirko Perković
- 1981 – Zvonko Agbaba
- 1982 – Ana Maletić
- 1983 – Josip Marotti
- 1984 – Mladen Šerment
- 1985 – Kosta Spaić
- 1986 – Pero Kvrgić
- 1987 – Vesna Butorac-Blaće
- 1988 – Mladen Škiljan
- 1989 – Drago Krča
- 1990 – Miše Martinović
- 1991 – Sonja Kastl
- 1992 – Tonko Lonza
- 1993 – Milka Podrug-Kokotović
- 1994 – Božidar Violić
- 1995 – Tomislav Durbešić
- 1996 – Aleksandar Augustinčić
- 1997 – Nada Subotić
- 1998 – Zvjezdana Ladika
- 1999 – Relja Bašić
- 2000 – Joško Juvančić
- 2001 – Neva Rošić
- 2002 – Milko Šparemblek
- 2003 – Ika Škomrlj
- 2004 – Nikola Batušić
- 2005 – Vanja Drach
- 2006 – Vanča Kljaković
- 2007 – Georgij Paro
- 2008 – Zlatko Crnković
- 2009 – Vladimir Gerić
- 2010 – Zlatko Vitez
- 2011 – Špiro Guberina
- 2012 – Nenad Šegvić
- 2013 – Božidar Boban
- 2014 – Marija Kohn
- 2015 – Ivica Boban
- 2016 – Mustafa Nadarević

### Arts visuels et arts appliqués
- 1961 – Frano Kršinić
- 1963 – Marino Tartaglia
- 1964 – Ljubo Babić et Oton Postružnik
- 1965 – Oskar Herman
- 1966 – Mirko Rački et Vilko Gecan et Tošo Dabac
- 1968 – Jerolim Miše
- 1969 – Antun Motika et Zlatko Šulentić
- 1970 – Marijan Detoni et Krsto Hegedušić
- 1971 – Antun Mezdjić
- 1972 – Frano Šimunović
- 1973 – Vilko Šeferov
- 1974 – Stella Skopal
- 1975 – Vjekoslav Parać
- 1976 – Oton Gliha
- 1977 – Vilim Svečnjak
- 1978 – Ante Roca et Slavko Šohaj
- 1979 – Vojin Bakić
- 1980 – Zlatko Prica et Milan Vulpe
- 1981 – Edo Kovačević
- 1982 – Mira Kovačević-Ovčačik et Željko Hegedušić
- 1983 – Ljubo Ivančić et Oto Reisinger
- 1984 – Ksenija Kantoci
- 1985 – Branko Ružić
- 1986 – Kosta Angeli Radovani
- 1987 – Ivan Šebalj
- 1988 – Želimir Janeš
- 1989 – Šime Perić
- 1990 – Ferdinand Kulmer
- 1991 – Ivan Lovrenčić
- 1992 – Dalibor Parać
- 1993 – Mladen Veža
- 1994 – Ivan Picelj
- 1995 – Milena Lah
- 1996 – Đuro Pulitika
- 1997 – Ivan Kožarić
- 1998 – Nikola Reiser
- 1999 – Aleksandar Srnec
- 2000 – Edo Murtić
- 2001 – Đuro Seder
- 2002 – Julije Knifer
- 2003 – Nives Kavurić-Kurtović
- 2004 – Zlatko Bourek
- 2005 – Vjekoslav Vojo Radoičić
- 2006 – Josip Vaništa
- 2007 – Dušan Džamonja
- 2008 – Nikola Koydl
- 2009 – Alfred Pal
- 2010 – Šime Vulas
- 2011 – Ivan Ladislav Galeta
- 2012 – Marija Ujević Galetović
- 2013 – Mladen Stilinović
- 2014 – Jagoda Buić
- 2015 – Zlatko Keser
- 2016 – Eugen Feller
- 2017 – Biserka Baretić
- 2018 – Nevenka Arbanas